# 2. Armee (Japanisches Kaiserreich)
Die 2. Armee (jap. 第2軍, Dai-ni-gun) war ein Großverband des Kaiserlich Japanischen Heeres. Sie wurde zwischen 1894 und 1945 viermal aufgestellt und demobilisiert. Ihr Tsūshōgō-Code (militärischer Tarnname) war Kraft (勢, Ikioi).

## Geschichte

### 1894 bis 1895
Die 1. Armee wurde während des ersten Chinesisch-Japanischen Krieges am 27. September 1894 unter dem Kommando von General Ōyama Iwao aufgestellt und nahm in diesem an allen größeren Schlachten teil. Die Demobilisierung erfolgte nach Kriegsende am 14. Mai 1895.

### 1904 bis 1905
Kurz nach Beginn der Kriegshandlungen im Russisch-Japanischen Krieg wurde die 2. Armee am 6. März 1904 unter dem Kommando von General Oku Yasukata erneut aktiviert. Ihr unterstellt waren die 1., 3. und 4. Division sowie die 1. Artilleriebrigade. General Oku Yasukata landete auf der Liaoyang-Halbinsel bei Pitzuwo, zirka 80 km nordöstlich von Port Arthur. Die Landung am 6. Mai 1904 erfolgte ohne Gegenwehr und ab dem 13. Mai machten sich die japanischen Truppen auf in Richtung Port Arthur. Am 25./26. Mai kam es zur Schlacht am Nanshan, in der die Japaner gut befestigte russische Stellungen angriffen und sehr hohe Verluste erlitten. Im weiteren Verlauf des Krieges nahm sie an der Schlacht von Te-li-ssu (kurz vor der Schlacht stieß noch die 5. Division zur 2. Armee.), Schlacht von Tashihchiao, Schlacht von Liaoyang, Schlacht am Shaho, Schlacht von Sandepu und der Schlacht von Mukden teil. Nach Ende der Feindseligkeiten wurde die 2. Armee am 12. Januar 1906 aufgelöst.

### 1937 bis 1938
Am 23. August 1937 erfolgte anlässlich des Zweiten Chinesisch-Japanischen Krieges die erneute Aufstellung der 2. Armee, zunächst als Teil der Regionalarmee Nordchina. Die Armee nahm unter anderem an den Operationen entlang der Tianjin-Pukou-Eisenbahn 1937, der Schlacht um Xuzhou Anfang 1938 und der Schlacht um Wuhan im Sommer und Herbst 1938 teil. Von April bis Mai 1939 geriet die 2. Armee in der Schlacht um Suixian–Zaoyang in schwere Bedrängnis. Die Demobilisierung erfolgte am 15. Dezember 1938.

### 1942 bis 1945
Zum letzten Mal wurde die 2. Armee am 4. Juli 1942 während des Pazifikkriegs aufgestellt. Zu Beginn befand sie sich unter dem Befehl der 1. Regionalarmee, die im japanischen Marionettenstaat Mandschukuo als Teil der Kwantung-Armee stationiert war. Am 30. Oktober 1943 wurde sie der 2. Regionalarmee unterstellt. Vom 30. Juni 1945 bis Kriegsende war sie der Südarmee unterstellt und verteidigte die indonesische Sulawesiinsel. Zu diesem Zeitpunkt waren ihr die 32., 35. und 36. Division, die 2. Amphibische Brigade als auch die 57. Selbstständige Gemischte Brigade zugeteilt, die ihre Stärke auf ca. 50.000 Mann brachte.

## Oberbefehlshaber
|    | Name                               | Von                | Bis              |
| -- | ---------------------------------- | ------------------ | ---------------- |
| 1. | Feldmarschall Ōyama Iwao           | 25. September 1894 | 26. Mai 1895     |
|    | demobilisiert                      | 26. Mai 1895       | 6. März 1904     |
| 2. | General Oku Yasukata               | 6. März 1904       | 12. Januar 1906  |
|    | demobilisiert                      | 12. Januar 1906    | 23. August 1937  |
| 3. | General Nishio Toshizō             | 23. August 1937    | 30. April 1938   |
| 4. | General Prinz Higashikuni Naruhiko | 30. April 1938     | 9. Dezember 1939 |
|    | demobilisiert                      | 9. Dezember 1939   | 4. Juli 1942     |
| 5. | Generalleutnant Kōzuki Yoshio      | 4. Juli 1942       | 28. Mai 1943     |
| 6. | Generalleutnant Shichida Ichirō    | 28. Mai 1943       | 29. Oktober 1943 |
| 7. | Generalleutnant Teshima Fusatarō   | 29. Oktober 1943   | 15. August 1945  |